# Antalis boucheti
Antalis boucheti är en blötdjursart som beskrevs av Victor Scarabino 1995. Antalis boucheti ingår i släktet Antalis och familjen Dentaliidae. Inga underarter finns listade i Catalogue of Life.